# Oualata

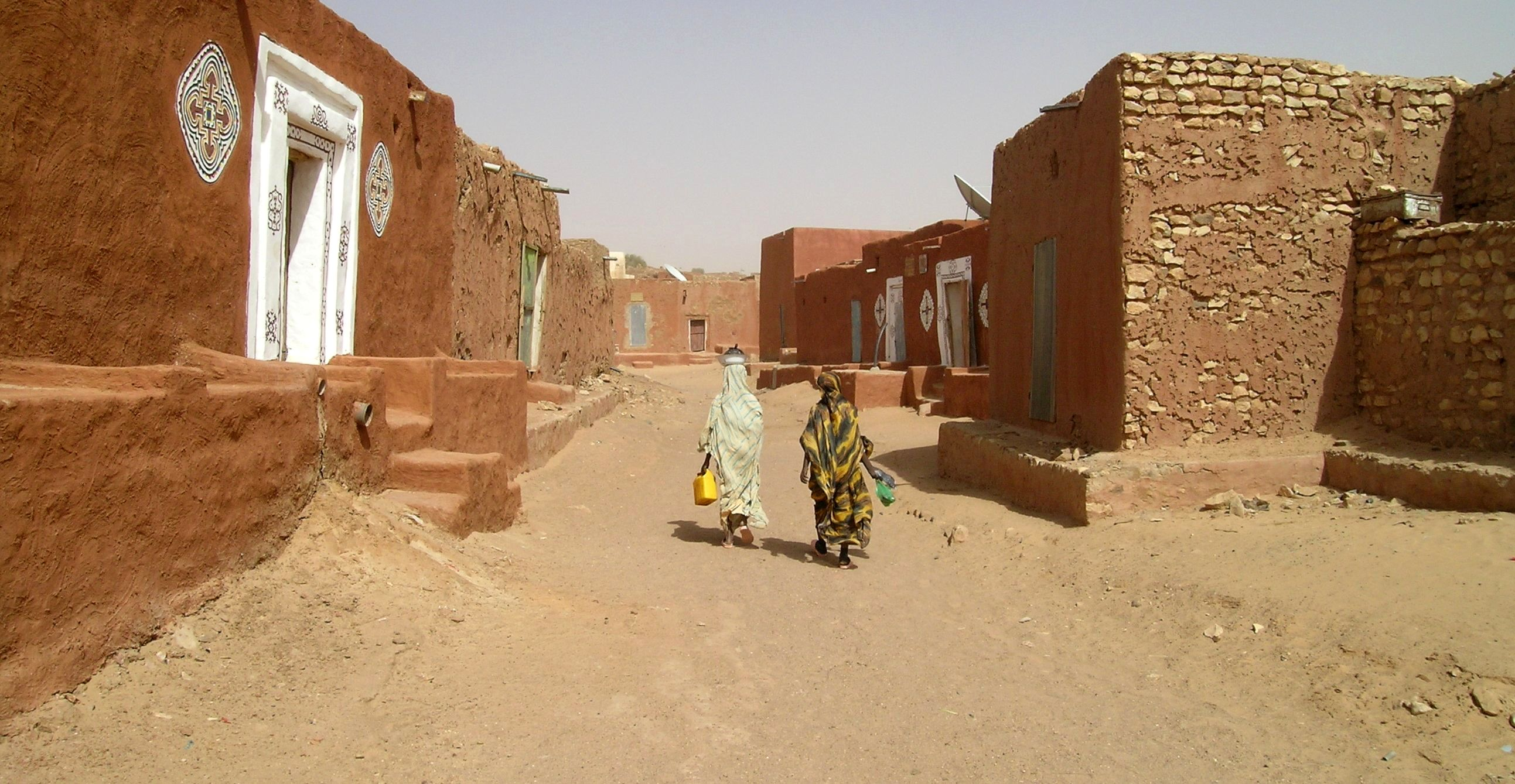
Typische lehmverputzte Steinhäuser

Oualata (französische Schreibweise), auch Walata, arabisch ولاتة, DMG Walāta, im Mittelalter Gualata, Iwalatan, Oualet, Bīru; ist eine Oasenstadt in der Verwaltungsregion Hodh Ech Chargui im Südosten von Mauretanien. Sie war eines der wichtigsten Handelszentren der Karawanen (Gold- und Salzhandel), aber auch der Treffpunkt der Pilger nach Mekka.
Oualata ist eine von insgesamt vier Städten (neben Chinguetti, Ouadane, Tichitt) in Mauretanien, die von der UNESCO aufgrund ihrer eng stehenden, lehmverputzten Steinhäuser zum Weltkulturerbe erklärt wurde. Oualata wurde auf einer hohen Terrasse als Ksar errichtet und hat eine besondere Kunsttradition, die bis heute noch von den dort ansässigen Familien gelehrt und praktiziert wird. Einige Häuser sind mit symmetrischen Ornamenten bemalt, die magische Bedeutungen haben.
Die ökonomische Basis der Stadt gründete eher auf Handel als Landwirtschaft. Der Ruhm Oualatas ist stark verbunden mit ihrer Madrasa, die in ganz Westafrika über mehrere Jahrhunderte führend war. Diese islamische Religionsschule ist noch zum Teil intakt und empfängt jährlich um die 20 neue Schüler aus verschiedenen islamischen Ländern.

## Geographische Lage
Der Hauptort der Gemeinde Oualata liegt 951 Kilometer östlich von Nouakchott auf etwa 240 m Meereshöhe als Oase am Ostrand der Senke El Hodh unterhalb der Abbruchkante zu der hier auf über 300 m Höhe beginnenden El-Djouf-Wüstenebene, die sich weit nach Mali hinein erstreckt, in einem grundwasserreichen Taleinschnitt. Das Gemeindegebiet hat eine Fläche von 93.092 km² und ist damit größer als die Länder Bayern und Hessen zusammen. Es erstreckt sich vom Hauptort weit nach Norden gegen die malische Grenze durch die Sandwüste El Djouf bis Agueraktem. Die Regionalhauptstadt Néma ist die nächste größere Stadt und liegt 80 Kilometer weiter südlich.
Durch den Taleinschnitt von Oualata führt das Bett eines Wadis. In Höhe der Ortslage wurde ein 250 Meter langer Staudamm durch sein Bett gezogen um die Sturzfluten nach gelegentlichen Regenfällen zur Grundwasseranreicherung aufzufangen.

## Bevölkerung
Die Bevölkerungszahl der Gemeinde hatte in den Jahren 2000 bis 2013 von 11.779 auf 13.086 Einwohner zugenommen, 2023 blieben davon durch die zwischenzeitliche Errichtung der Gemeinde Nouawdar noch 4.782 Einwohner übrig. Der Hauptort selbst hat 2125 Einwohner (2023).

## Geschichte
Im Jahr 1332 kam der Weltreisende Ibn Battūta für einen fünfzigtägigen Besuch nach Oualata (er selbst schrieb: Iwalaten). Er stellte fest, dass dies auf seiner Reise von Sidschilmasa im Hohen Atlas nach Süden, der erste Ort der „Schwarzen“ sei und zum Malireich gehörte. Ibn Battuta zufolge war das bis heute nicht definitiv als dieselbe Stadt erwiesene Iwalaten Karawanenendpunkt, welcher Aoudaghost ersetzt hatte. Gehandelt wurden Kleider, Salz, Gold und Sklaven. Im 15. Jahrhundert ging die Bedeutung des Ortes allmählich zurück, da sich der Karawanenhandel auf eine weiter östlich gelegene Route verlagerte, die durch Timbuktu führte. Der Ort ist nur über eine von Néma nach Norden führende Piste zu erreichen.